# Ferdinand Westhoff
Joseph Ferdinand Westhoff (* 20. November 1812 in Nottuln; † 18. Mai 1870 in Münster; auch bekannt unter dem Pseudonym G. Ungt) war ein deutscher Schriftsteller.
Westhoff besuchte von 1824 bis 1830 das Gymnasium Paulinum in Münster und studierte dann, nachdem er ein Semester auf der dortigen Akademie philosophische Vorlesungen gehört hatte, in Bonn, Berlin und Greifswald Jurisprudenz. 1837 trat er als Auscultator beim Oberlandesgericht zu Münster ein, verließ aber schon als Referendar wegen eines unheilbaren Nervenleidens, dessentwegen er sich auch am 18. Mai 1870 erschoss, die juristische Laufbahn, widmete sich dem Studium der Philosophie und lebte als Privatgelehrter in Münster.
Er veröffentlichte 1861 unter dem Pseudonym G. Ungt (= Ungenannt?) zwei Prosaerzählungen in münsterischem Platt, Ollmatms Jans in de Friümde un Ollmanms Jans up de Reise, die 1863 nochmals aufgelegt wurden. Als Frucht seiner philosophischen Studien erschien 1865 Stoff, Kraft und Gedanke. Eine umfassende Erklärung des Seelen- und des leiblichen Lebens mit Hinblick auf die Unsterblichkeit, in welcher Schrift er gegen den populären Materialismus und dessen Vertreter zu Felde zieht.

## Werke
- G. Ungt: Twee Geschichten in Mönsters Platt: Ollmanns Jans in de Friümde un Ollmanns Jans up de Reise. Brunn, Münster 1861 (Digitalisat in der Google-Buchsuche).
- Ferd. Westhoff: Stoff, Kraft und Gedanke. Eine umfassende Erklärung des Seelen- und des leiblichen Lebens mit Hinblick auf die Unsterblichkeit. Brunn, Münster 1865, urn:nbn:de:hbz:6:1-89799.